# Ryan Condal
Ryan Condal (1979 ou 1980, Hasbrouck Heights, Nova Jersey), é um roteirista e produtor executivo norte-americano. Ele é conhecido por ser o co-criador e showrunner das séries de TV Colony (2016–2018) da USA Network e de House of the Dragon da HBO, sendo essa última uma prequela de Game of Thrones (2011–2019). Condal co-criou Colony com Carlton Cuse e co-criou House of the Dragon com o romancista George R. R. Martin. Ele também foi roteirista dos filmes Hércules (2014) e Rampage (2018).

## Biografia

### Educação e início de carreira
Condal nasceu em 1979 ou 1980 em Hasbrouck Heights, Nova Jersey, nos Estados Unidos e cresceu em Hasbrouck Heights. Ele se formou na Villanova University em 2001 com um diploma de Bacharel em Contabilidade. Ele trabalhou em publicidade farmacêutica por seis anos antes de vender um roteiro intitulado Galahad para a The Film Company no início de 2008. O roteiro ficou no Top 15 da Lista Negra de 2008. Ele foi posteriormente contratado pela Universal Pictures para escrever uma adaptação da série de quadrinhos da Radical Comics em 2008, Hercules: The Thracian Wars. O estúdio 20th Century Fox também contratou Condal para escrever um novo rascunho de um roteiro adaptando a série de quadrinhos da Oni Press Queen & Country. Em 2010, Condal ajudou a reescrever um roteiro adaptando o épico poema inglês do século XVII Paradise Lost para Legendary Pictures.
Em 2012, ele estava trabalhando em uma adaptação cinematográfica de The Art of War de Sun Tzu, também para Legendary, embora no final de 2013, o roteirista Alex Litvak foi contratado para escrever uma nova abordagem. Também em 2012, Condal foi contratado pela CBS Films para escrever um remake em inglês do filme em espanhol de 2009, Celda 211. Ele também foi contratado para escrever um filme intitulado Boy Nobody para a Sony Pictures. Condal começou a colaboração com Carlton Cuse para produzir para a NBC um piloto de televisão da série de quadrinhos The Sixth Gun. Condal escreveu o piloto, e ele e Cuse foram produtores executivos do piloto. O piloto recebeu luz verde em 2013 e foi filmado no estado americano do Novo México, mas a NBC não pegou a série.

### Primeiros créditos:Hércules,ColonyeRampage
O primeiro crédito oficial de roteiro de Condal, compartilhado com Evan Spiliotopoulos, foi para o filme Hércules de 2014. Condal havia escrito um roteiro inicial para a Paramount Pictures, e Spiliotopoulos revisou o roteiro. Enquanto isso, apesar do piloto de The Sixth Gun não se tornar uma série de TV, Condal e Carlton Cuse procuraram trabalhar juntos novamente e co-criaram o projeto que se tornaria a série de TV Colony (2016–2018). Em 2014, a USA Network deu sinal verde para um piloto de televisão. O piloto de Colony foi escolhido e acabou se tornando uma série de TV co-produzida pela Legendary Television e Universal Cable Productions. Ela estreou na USA Network em janeiro de 2016. Colony durou três temporadas, de 2016 a 2018, e foi cancelada em julho de 2018 antes do final da terceira temporada.
Em 2016, antes da estreia de Colony, Condal e Cuse foram contratados para reescrever o roteiro do filme Rampage produzido pela New Line Cinema. Eles reescreveram um rascunho escrito por Ryan Engle, e Adam Sztykiel escreveu as revisões finais. Mais tarde, em 2016, Condal começou a escrever um roteiro para o remake do filme de ficção científica Logan's Run, da Warner Bros., baseado em um livro publicado em 1967. No início de 2018, Condal criou e escreveu Conan, uma potencial série de TV adaptando o personagem Conan, o Bárbaro, escrito por Robert E. Howard, e a série foi adquirida pela Amazon Studios. Condal também enviou um roteiro para a Lionsgate que reiniciaria a série de filmes <i id="mwfg">Highlander</i>, um esforço de estúdio que tinha uma década. Logo após ' lançamento de Rampage no segundo trimestre de 2018, a Lionsgate contratou Condal para escrever um roteiro adaptando a série Analog da Image Comics.

### CriandoHouse of the Dragon
Com George R. R. Martin, o autor de As Crônicas de Gelo e Fogo,  Condal criou a série de TV House of the Dragon que seria uma prequela da série de TV da HBO, Game of Thrones (2011–2019). No final de 2019, a HBO encomendou a produção do prequel. Condal atuou como showrunner, com Miguel Sapochnik, e como produtor executivo, com Sapochnik, Martin e Vince Gerardis.

## Creditos
| Ano (s)         | Título              | Mídia     | Crédito                                                          | Ref.   |
| --------------- | ------------------- | --------- | ---------------------------------------------------------------- | ------ |
| 2014            | Hercules            | Filme     | Crédito do roteiro com Evan Spiliotopoulos                       | [ 20 ] |
| 2016–2018       | Colony              | Televisão | Co-criador com Carlton Cuse; Executivo                           | [ 21 ] |
| 2018            | Rampage             | Filme     | Crédito do roteiro com Ryan Engle, Carlton Cuse, Adam Sztykiel   | [ 20 ] |
| 2022 – presente | House of the Dragon | Televisão | Co-criador com George R. R. Martin; escritor; produtor executivo | [ 21 ] |